# Gyula Gömbös
Gyula Gömbös de Jákfa (26. prosince 1886 Murga – 6. října 1936 Mnichov) byl maďarský šlechtic, politik a premiér Maďarského království v letech 1932–1936.

## Život
Narodil se do maďarské šlechtické rodiny Gyulovi Gömbösovi st. a jeho manželce Marii Weitzel. Dětství strávil v obci Murga, která se nachází v župě Tolna. Jeho rodina se hlásila k luteránství.

Jako mladý vstoupil do rakousko-uherské armády a zúčastnil se bojů I. světové války. Po roce 1919 se angažoval v boji proti představitelům komunistické Maďarské republiky rad, jež dočasně existovala od 21. března do 1. srpna 1919. Byl jedním z čelných představitelů tzv. Bílého teroru.

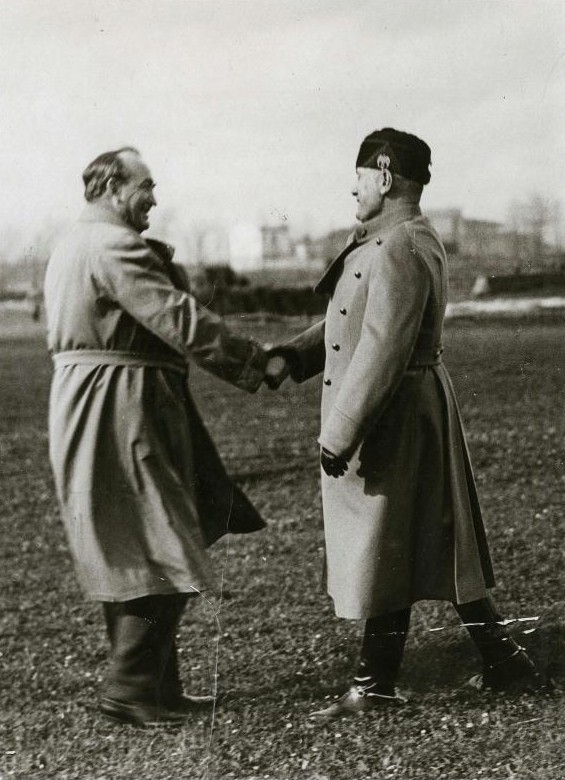
Gyula Gömbös s Benitem Mussolinim (1936)

Po porážce komunistů a vzniku Maďarského království se stal významnou politickou osobností nového státu. V roce 1929 byl jmenován generálmajorem a zaujal místo maďarského ministra obrany. V říjnu 1932 nahradil v premiérském úřadě nevýrazného Gyulu Károlyiho a zahájil sbližování Maďarska s fašistickou Itálii. Jeho politický program, nesoucí jméno Národní pracovní plán, měl celkem 95 bodů, k nimž patřil například odklon od demokratických principů či revize Trianonské mírové smlouvy z roku 1920. Roku 1934 Gömbös navštívil Itálii, kde spolu s Mussolinim a rakouským kancléřem Dollfußem uzavřel tzv. Římské protokoly, jejichž cílem bylo oslabit pozice států Malé dohody a tím dosáhnout budoucí možné revize Pařížských předměstských smluv. Gömbös se též snažil udržovat dobré vztahy s nacistickým Německem; byl prvním zahraničním politikem, který v Berlíně navštívil nového kancléře Adolfa Hitlera. Hitler se však ke Gömbösovým ambiciózním plánům stavěl spíše rezervovaně a nesouhlasil ani s chystaným rozšiřováním maďarské armády. Snahy Gyuly Gömböse o přeměnu Maďarska na totalitní diktaturu pak narážely na odpor konzervativních kruhů, v jejichž čele stál tehdejší regent Maďarského království Miklós Horthy.
V průběhu roku 1935 těžce onemocněl rakovinou varlat, které v říjnu 1936 podlehl. Pohřben byl na hřbitově Kerepesi v Budapešti. Novým maďarským premiérem se stal Kálmán Darányi, jeden z představitelů konzervativní politiky.